# Mel Bonis
Vous lisez un « article de qualité » labellisé en 2022.
Pour les articles homonymes, voir Bonis.
Mel Bonis (ou parfois Mélanie Bonis, née Mélanie-Hélène Bonis le 21 janvier 1858 à Paris et morte le 18 mars 1937 à Sarcelles) est une compositrice post-romantique française.
Élève notamment de César Franck et de Charles Koechlin, elle fait partie, à partir du début du xxe siècle, des artistes les plus avant-gardistes en France. Même si elle ne côtoie pas beaucoup de compositeurs contemporains, son style s'apparente à celui de l'un de ses maîtres, Gabriel Fauré, ainsi qu'à d'autres compositeurs comme Franck et Debussy. Elle a aussi un rôle de pédagogue, notamment auprès des enfants.
Compositrice prolifique, elle compose environ deux cents œuvres tout au long de sa vie, favorisant le piano, mais composant aussi pour de petits ensembles instrumentaux et quelques œuvres pour orchestre. Faisant partie de la vie mondaine parisienne, elle est coutumière des salons et pioche dans les œuvres littéraires de ses proches la matière de ses mélodies.
Dans les années 1990, elle est redécouverte par les musicologues allemands Eberhard et Ingrid Mayer. Son arrière-petite-fille, Christine Géliot, tâche de faire revivre, avec l'aide de l'Ensemble Mel Bonis, l'œuvre de son aïeule.

## Biographie

### Parenté
Pierre-François Bonis, le père de Mel Bonis, est le fils de deux travailleurs : son père est tisserand tandis que sa mère est blanchisseuse. Il est né à Gentilly le 7 juillet 1826. Il est employé comme contremaître en horlogerie,. Il connaît cependant une évolution professionnelle puisqu'en 1878, il est alors présenté comme horloger électricien, puis négociant en 1883 et enfin rentier lors de son décès à Sarcelles, 13 août 1900.
Marie-Anne-Clémence Mangin, la mère de Mel Bonis, est elle aussi issue du milieu ouvrier. Pierre Mangin, son père, est une figure de la Révolution de 1848 et a été le fondateur de l'Association des ouvriers en limes. Elle travaille comme passementière,,. Elle s'occupe aussi du foyer situé dans un petit appartement du numéro 24 de la rue Rambuteau, dans le 4e arrondissement de Paris en 1857, puis au 18 de la rue Montmartre à partir de 1860.
Mélanie Bonis a deux sœurs, Eugénie-Caroline Bonis, née le 4 février 1860 et Clémence-Louise Bonis, née le 19 juin 1862, toutes deux dans le 1er arrondissement de Paris. Clémence-Louise meurt le 6 mai 1864 à l'âge de deux ans, tandis qu'Eugénie-Caroline Bonis grandit et épouse Georges Aboilard, ingénieur civil qui a fait fortune dans le domaine des télécommunications,.

### Enfance
Née le 21 janvier 1858 à Paris, Mel Bonis reçoit une éducation religieuse stricte. Sa mère lit notamment à ses deux filles, Mélanie et sa sœur, L'Imitation pour les tout petits, leur inculquant dès l'enfance les principes de la religion catholique. De plus, à l'école, Mel Bonis a de la facilité et du goût pour l'étude bien qu'elle ne tienne pas en place. Elle ressent, très vite, une grande piété et une grande foi qu'elle conserve toute sa vie.
Elle étudie en autodidacte et reçoit des leçons de piano et de solfège à partir de ses douze ans. Jusqu'en 1876, elle travaille sa technique pianistique et déchiffre et joue sans problème. Elle possède sensibilité et finesse, et réussit même à improviser avec une imagination débordante. C'est Hippolyte Maury, professeur de cornet à pistons, qui l'introduit auprès de César Franck. Ce dernier lui enseigne alors le piano en cours particulier puis l'encourage à se présenter aux examens d'entrée du Conservatoire.

### Études au Conservatoire de Paris

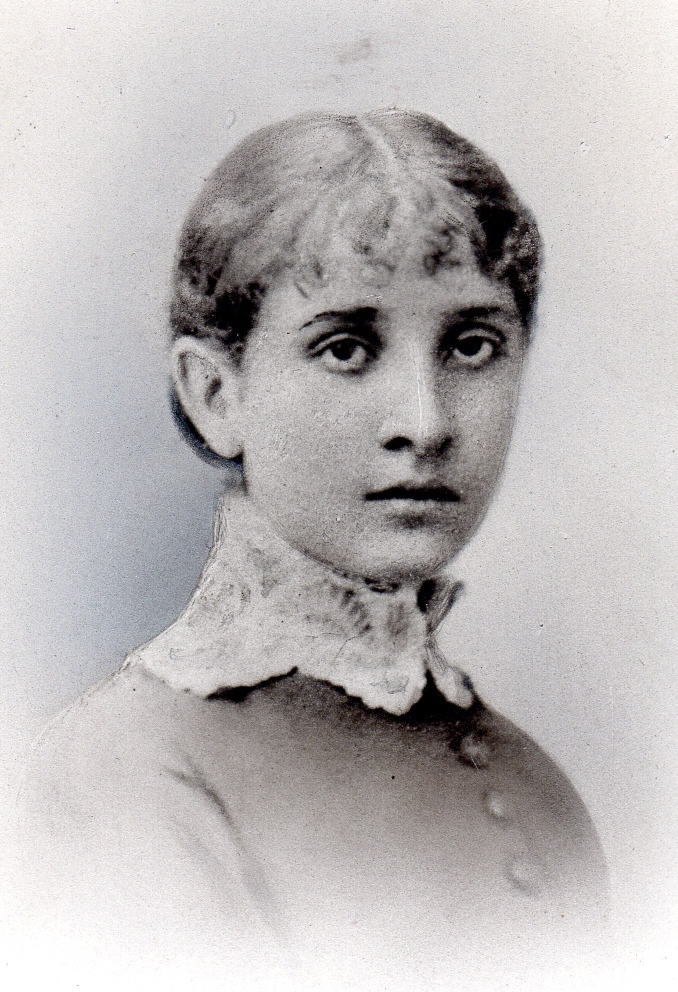
Mel Bonis, vers 1880.

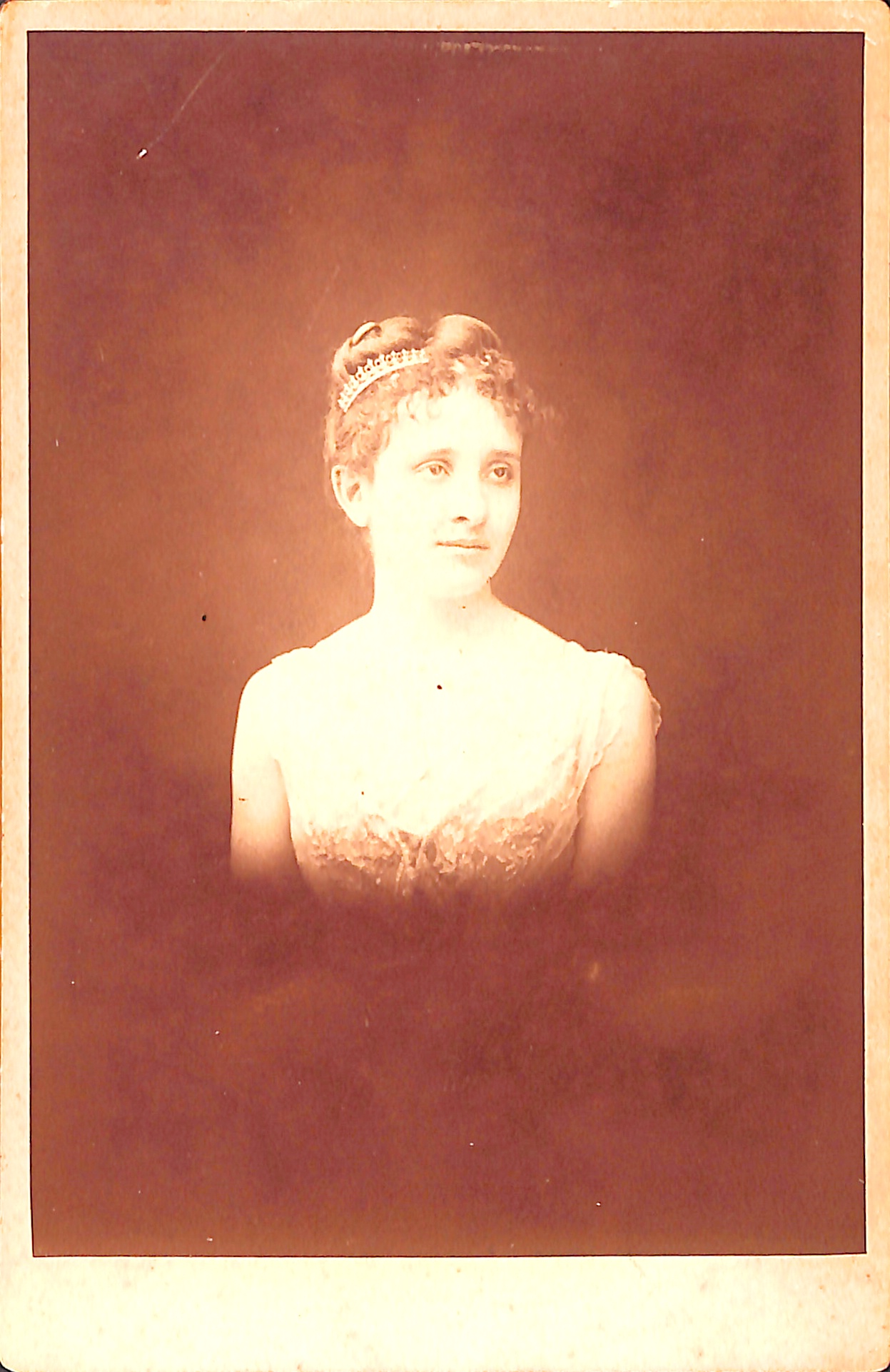
Mel Bonis, vers 1883.

C'est le 30 décembre 1876 que Mel Bonis entre au Conservatoire national supérieur de musique et de danse de Paris,, sans se présenter au jury et par décision du directeur Ambroise Thomas. Elle intègre la classe d'écriture musicale, qui regroupe les cours d'harmonie, d'accompagnement au piano, d'orgue, de contrepoint et de fugue. Elle suit les cours d'harmonie et d'accompagnement au piano d'Ernest Guiraud, la classe d'orgue de César Franck. Elle croise aussi comme professeur Napoléon Alkan, Albert Lavignac, Antoine Marmontel mais aussi Adolphe Danhauser et Jules Massenet. Puis la séparation des classes d'harmonie et d'accompagnement au piano la place sous la baguette d'Auguste Bazille. Elle reçoit dès 1880 un premier prix d'harmonie,. Elle suit à nouveau les cours d'Ernest Guiraud, promu professeur des classes de contrepoint et de fugue. Cependant, elle quitte cette classe en 1881, probablement sous la pression de ses parents qui refusent sa relation avec le chanteur Amédée-Louis Hettich.
Dans les classes de composition, Mel Bonis est d'abord soumise au règlement en vigueur depuis 1850 avant de se conformer au règlement de 1878. Elle est l'une des premières femmes à entrer dans les classes de composition, succédant à Athalie Legrain, première femme à entrer en classe d'orgue. C'est dans les années 1860 que les premières femmes entrent en classe de composition, avec Charlotte Jacques, qui entre dans la classe d'Aimé Leborne. En 1878, sous le directorat d'Ambroise Thomas, s'ouvrent pour la première fois de l'histoire du Conservatoire de Paris deux classes d'harmonie pour les femmes. Mel Bonis est lauréate de cette classe et obtient en 1879 le Second prix, puis l'année suivante, en 1880, le Premier prix d'harmonie.
Mel Bonis est donc l'une des premières élèves d'Ernest Guiraud, en compagnie d'Eugène Piffaretti, Paul-Marie Jeannin et Claude Debussy,. Mel Bonis est très appréciée, ainsi qu'en témoignent les vœux envoyés par Ernest Guiraud pour l'année 1880 : « Comme je serais embarrassé d’avoir un jour à vous gronder comme professeur si vous n’étiez pas de celles auxquelles on n’a que des éloges à faire. Ayez vos deux premiers prix aussi beaux que tout le monde y compte ». Dans la classe d'accompagnement piano, les élèves sont plus nombreux et Mel Bonis n'y est plus la seule femme : l'accompagnent Blanche Sorbier, Françoise Vacher et Marie Archainbaud. En démissionnant, la compositrice interrompt prématurément son cursus de composition. Elle reçoit un second prix d'accompagnement dans cette classe en 1879.
En janvier 1881, son maître Auguste Bazille dit d'elle qu'elle est « la plus forte de la classe mais la peur la paralyse ».

### Carrière de compositrice

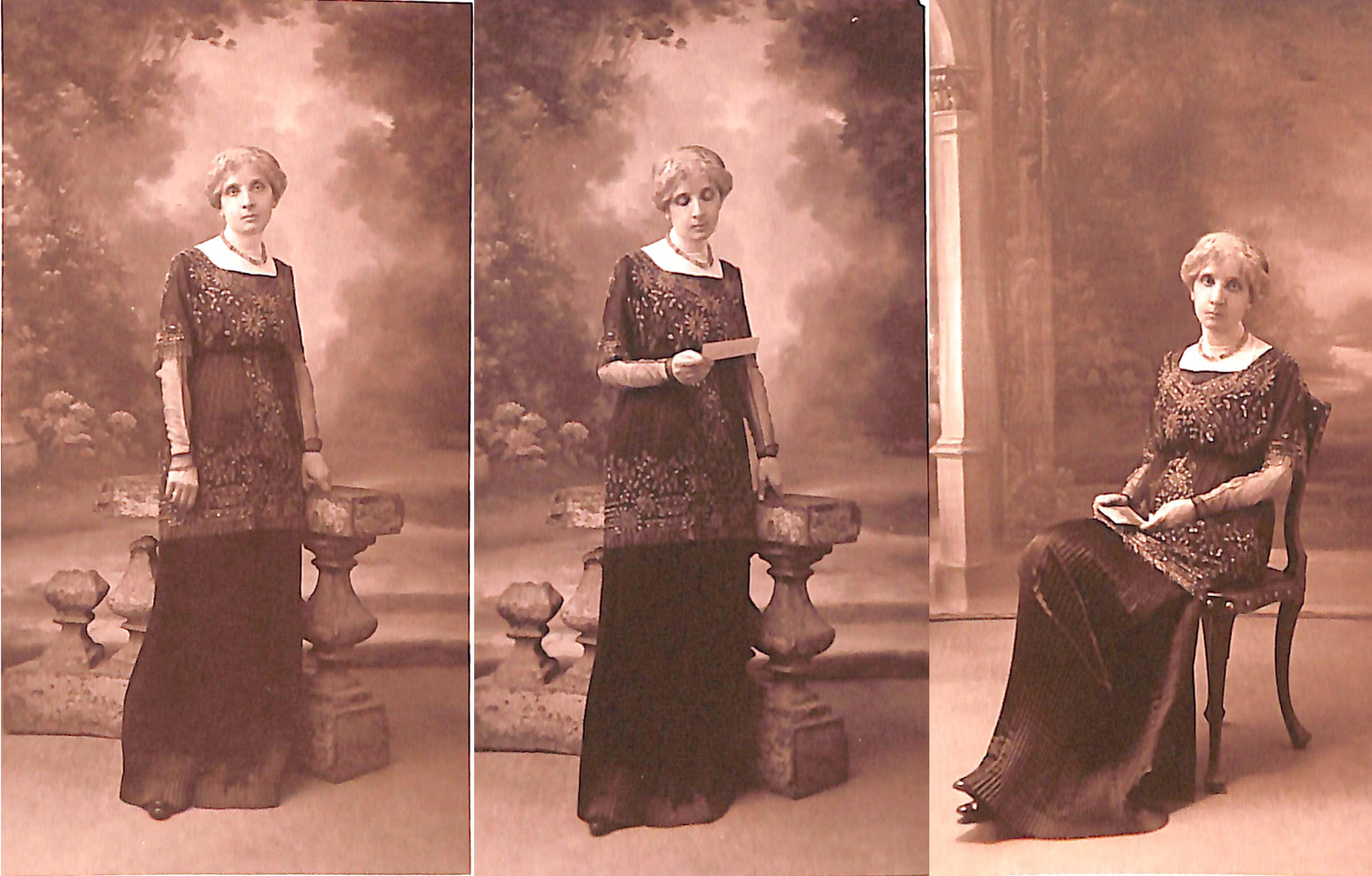
Trois photos de Mel Bonis, sans date.

Le premier morceau de Mel Bonis est une pièce pour piano intitulée Impromptu qu'elle signe Mel Bonis : c'est le pseudonyme qu'elle choisit pour ne pas être reconnue comme femme en tant que « compositeur ». Ensuite, elle écrit deux mélodies en collaboration avec Amédée-Louis Hettich sur deux poèmes de sa main, Villanelle et Sur la plage. Hettich est journaliste à L'Art musical.
Au cours des années 1890, Mel Bonis retrouve Hettich et collabore à sa célèbre collection Les airs classiques. Ils travaillent ensemble : elle compose des mélodies et des chœurs sur les textes du poète et il l'aide à faire valoir sa musique tout en lui ouvrant les portes des grands éditeurs parisiens.
Mel Bonis compose plus que jamais dans les années 1900. La compositrice se concentre maintenant sur la musique religieuse où elle essaie de rencontrer « l'amour divin » qui s'exprime, par exemple, dans son Cantique de Jean Racine écrit à la mémoire de son fils disparu.
Sa Sonate pour violoncelle et piano est créée lors d'un concert de la Société des compositeurs de musique (SCM) le 14 février 1906.
Mel Bonis meurt le 18 mars 1937 et est enterrée à Paris, au cimetière de Montmartre (24e division).

## Relations amoureuses et vie familiale

### Relation avec Amédée-Louis Hettich
Mel Bonis rencontre Amédée-Louis Hettich au Conservatoire de Paris en 1879, à l'âge de 21 ans. En novembre 1881, elle envisage de se présenter au concours du prix de Rome, malgré la controverse que provoque son projet : le concours ne sera ouvert aux femmes qu'en 1903. Elle ne participe pas au concours et arrête soudainement ses études « pour des raisons familiales ». Cela tient au fait que les parents de Mel Bonis ne voulaient plus la voir fréquenter Amédée-Louis Hettich. Si la compositrice en est amoureuse, sa famille ne voit pas cette relation d'un bon œil et décide donc de préparer un mariage de convenance avec un autre homme : Albert Domange. Elle épouse ce dernier en 1883 à l'âge de 25 ans, alors qu'il a lui-même 47 ans. Elle continue cependant de croiser Amédée-Louis Hettich dans les années 1890. De fait, sa liaison avec le poète-chanteur entraîne la naissance d'une fille adultérine, le 7 septembre 1899, Madeleine Quinet née Hettich. Néanmoins, Mel Bonis n'abandonne pas sa fille et se fait passer pour sa marraine pour la protéger et garder un lien avec elle. Elle l'introduit même dans la famille qu'elle a construite avec Albert Domange. Le fils d'Albert Domange et de Mel Bonis, Édouard, tombe par hasard amoureux de sa demi-sœur secrète au retour de la Première Guerre mondiale,. Ne pouvant laisser une relation incestueuse s'établir, Mel Bonis leur révèle alors leur lien de parenté : ils sont frère et sœur. Cette révélation reste cependant secrète, et personne d'autre qu'eux trois n'est alors au courant,. Édouard épousera une autre femme, Françoise Duroyaume,.

### Relation avec Albert Domange
À l'âge de 25 ans, elle épouse Albert Domange qui est alors âgé de 47 ans, deux fois veuf et père de cinq enfants. Albert Domange est un riche entrepreneur spécialisé dans le cuir industriel, il est propriétaire de la maison Scellos, qui devient en 1883 Domange et Cie. Mel Bonis et Albert Domange s'installent dans un hôtel particulier près du parc Monceau, et passent leur temps libre entre la propriété de Sarcelles et une villa à Étretat. Ils ont trois enfants : Pierre, Jeanne et Édouard Domange. Le mari de Mel Bonis meurt le 31 mars 1918.

## Œuvres

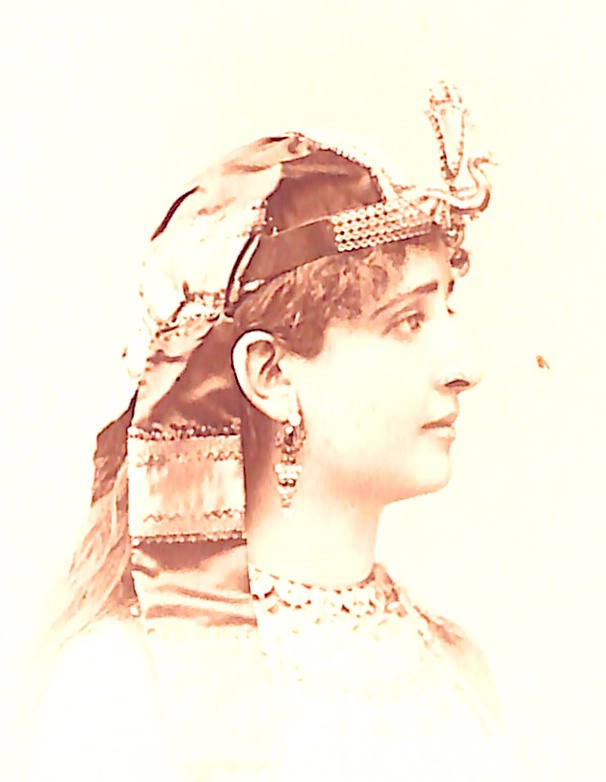
Mel Bonis de profil en costume de Cléopâtre, 1888.

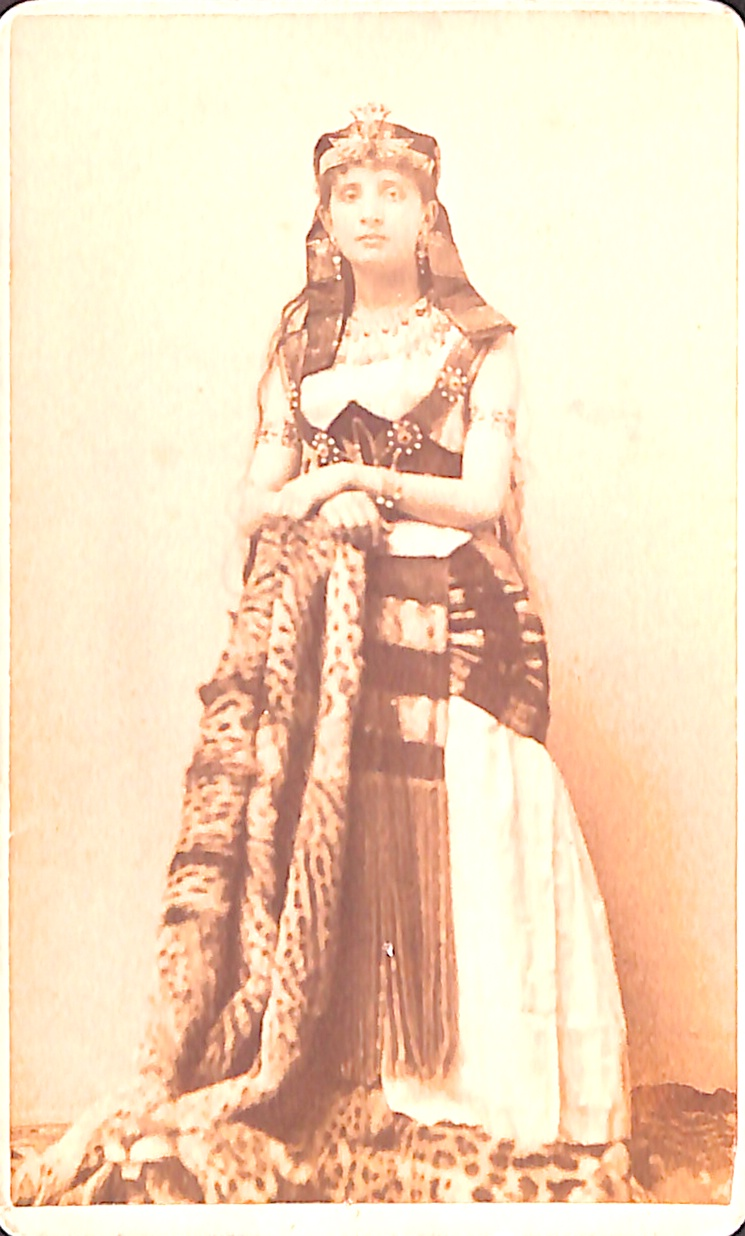
Mel Bonis de face en costume de Cléopâtre, 1888.

Mel Bonis laisse une œuvre importante d'environ deux cents pièces, dont l'essentiel est composé entre 1892 et 1914.
Sa musique, de style postromantique, est bien inscrite dans son époque. Elle est très variée, allant du drame à l’humour, souvent vigoureuse et sensuelle, avec des dépaysements impressionnistes ou orientalistes, toujours très bien écrite et d’une grande sensibilité.

### Musique religieuse
Mel Bonis ne s'est pas fait connaître de son vivant par sa musique d'Église, qui ne représente que 10% de sa production musicale. Elle reçoit cependant pour sa Prière de Noël les félicitations de son professeur Louis-Albert Bourgault-Ducoudray, qui en est le dédicataire. De même, Alexandre Guilmant, qui est le cofondateur de la Schola Cantorum de Paris, se montre très élogieux envers l'Ave Maria que compose la compositrice en 1904 : « C'est un morceau d'un sentiment exquis et d'une écriture fort intéressante ; je l'aime beaucoup et je vous adresse toutes mes sincères félicitations ». De plus, son Panis angelicus a été publié dans la revue Sainte-Cécile. Il faut rappeler cependant que Mel Bonis n'a été ni maître de chapelle, ni titulaire d'une tribune d'orgue prestigieuse, même si elle tient occasionnellement les orgues des paroisses d'Étretat et de Sarcelles.
Guillaume Avocat distingue la musique religieuse de la compositrice en deux catégories : d'une part les motets latins destinés à la liturgie, et d'autre part les mélodies françaises destinées au concert ou à un usage domestique. Cependant, les premières œuvres n'ont pas été composées dans le but d'accompagner les cérémonies religieuses, et les mélodies ne s'inscrivent pas dans la tradition du cantique spirituel.
Dans son recueil Souvenirs et Réflexions, la compositrice note que la musique doit toujours allier simplicité et expressivité, avec une concordance parfaite du fond et de la forme,. De plus, l'idée musicale ne se suffit pas à elle-même : même brillante, elle doit avant tout être structurée. L'attachement à ce principe vient notamment du fait que la compositrice a reçu une éducation stricte et très religieuse,. Ce traditionalisme se retrouve dans sa conception de la création musicale. Cependant, Mel Bonis n'admet pas pour autant l'excès de sentimentalisme. Selon Guillaume Avocat, « la musique doit toucher l'âme, mais c'est un art qui nécessite de la rigueur dans la structure et de la mesure dans l'expression ». Pour la compositrice, la musique est un moyen d'approcher le monde immatériel, d'effleurer le monde inatteignable de Dieu. Les œuvres vocales religieuses de la compositrice ne contiennent aucune virtuosité ni aucun tour de force musical. Elles sont bâties sur de petites formes et sont très contemplatives, dans l'esprit des petits motets de Gabriel Fauré ou de Théodore Dubois.

### Musique vocale
L'œuvre vocale de la compositrice comprend un total de 44 mélodies qui s'étalent sur la quasi-totalité de sa vie. La mise en musique de poèmes semble faire partie de ses premières compositions, et même si elles sont publiées après son mariage, certaines semblent dater de la période où elle était encore élève au conservatoire. Elles sont, pour la plupart, écrites pour voix soliste avec accompagnement de piano, mais on peut trouver aussi des duos vocaux, des accompagnements de harpe ou d'orgue. La période au cours de laquelle Mel Bonis a été la plus prolifique dans le domaine de la mélodie française correspond aux années 1880 et 1890.
Les thèmes abordés sont les situations amoureuses, notamment sur les poèmes de son amant Amédée-Louis Hettich, mais aussi les thématiques de Noël, des mélodies dédiées à ses enfants, des œuvres qui parfois se font plus spirituelles, surtout vers la fin de sa vie. Selon Mylène Dubiau, les mélodies de Mel Bonis représentent les différentes facettes de la compositrice : l'insouciante, l'amoureuse, la jeune mère, la femme spirituelle. À l'inverse de ses contemporains, ses poèmes sont rarement tirés des grands recueils des poètes romantiques ou parnassiens, ou des poètes d'avant-garde. Ce sont des textes d'écrivains et écrivaines qu'elle côtoie, au Conservatoire puis dans sa vie privée et dans les salons.
Les textes de ses mélodies entre 1884 et 1903 viennent essentiellement de trois auteurs, qui sont ses contemporains et amis : Amédée-Louis Hettich, Édouard Guinand et Madeleine Pape-Carpantier. C'est notamment avec le recueil des Vers à chanter, paru en 1899 aux éditions Alphonse Leduc, que la compositrice écrit près d'un quart de toute sa production mélodique. C'est ensuite Édouard Guinand qui est mis en musique avec six poèmes. Trois de ces mélodies pourraient être mises ensemble, sans pour autant former un cycle, mais qui évoquent l'atmosphère poétique de l'auteur : Viens, Mirage et Chanson de printemps. Toutes les mélodies sont tirées du recueil Au courant de la vie : stances, sonnets, poèmes, paru en 1885.
Mel Bonis a, comme d'autres compositrices de son époque, écrit elle-même le texte de certaines de ses mélodies. Ces pièces sont plus humoristiques, et sont souvent écrites sous pseudonyme, comme celui de Léon de Poul ar Feuntoun. Elle emploie aussi le pseudonyme de Léon Rimbault, abbé, qui signe le texte d'Allons prier !. Enfin, le quatrième auteur de prédilection est une autrice : Madeleine Pape-Carpantier, fille de Marie Pape-Carpantier. On trouve enfin un poème de Leconte de Lisle et un de Victor Hugo.
Enfin, un autre poète l'emmène, dans les années 1910, vers un autre style : Maurice Bouchor. Ces mélodies, écrites à la veille de la Grande Guerre sont restées inédites du vivant de la compositrice.

### Musique pour orgue

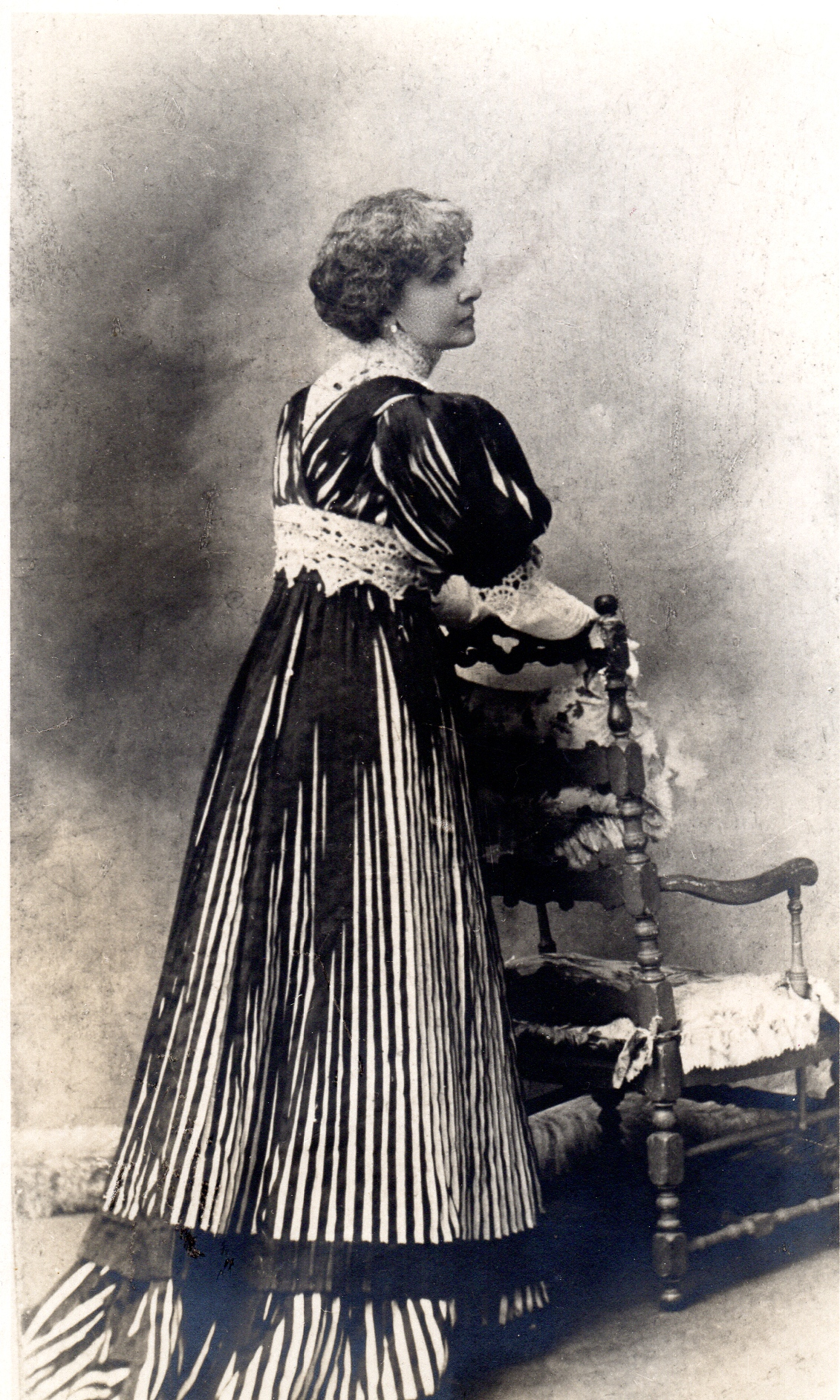
Mel Bonis en 1904.

Sa musique pour orgue est en grande partie composée après la Première Guerre mondiale, bien que l'origine de cette inspiration remonte à sa rencontre en 1876 avec César Franck. C'est en 1876 que Mel Bonis commence des cours particuliers avec le Maître, qui l'a aidée pour son admission au Conservatoire. Elle fréquente alors la classe d'orgue et y reçoit de précieux conseils de composition. Mel Bonis a l'occasion de jouer sur les orgues de Sarcelles, d'Étretat, ou encore sur celui qu'elle fait installer dans son hôtel particulier du boulevard Berthier à Paris.
La musique pour orgue comprend 27 numéros d'opus, mais la plupart de ses œuvres ne sont pas publiées de son vivant. Il faut attendre 1906 pour que Mel Bonis compose sa première œuvre pour orgue, le Prélude en ut mineur, qui évoque clairement la Symphonie en ré mineur de César Franck. C'est à partir de cette année que commence aussi la correspondance de Mel Bonis avec l'organiste Désiré Walter, qui fait jouer la musique de la compositrice à ses élèves à Villefranche-sur-Saône. C'est aussi à partir de cette période-là que Mel Bonis commence à composer des pièces plus développées et conçues spécifiquement pour le grand orgue. Par l'intermédiaire de Désiré Walter, Mel Bonis entre en contact avec l'abbé Joseph Joubert, organiste de la cathédrale de Luçon. En 1913, la première pièce pour orgue de Mel Bonis est publiée par l'abbé Henri Delépine. Cependant, la guerre mettra un terme aux rêves de publication des pièces pour orgues de la compositrice.
Mel Bonis correspond aussi avec de nombreuses personnalités du monde de l'orgue, comme le concertiste Joseph Daëne, organiste de l'église Saint-Ferdinand de Bordeaux, avec qui elle correspond entre 1898 et 1905. Le deuxième correspondant chronologiquement est Désiré Walter, avec qui elle correspond entre 1906 et 1933. Elle correspond aussi avec les abbés Delépine, d'Arras et Joubert. Les œuvres de Mel Bonis sont jouées à la cathédrale de Luçon, mais aussi à Notre-Dame-en-Saint-Melaine, à Rennes, grâce à Charles-Augustin Collin. À Paris, c'est dans l'église Saint-Dominique, et sous les doigts d'André Bürg que résonne la musique de Mel Bonis. Elle correspond aussi avec Albert Trotrot-Dériot, Jacques Vinour et surtout Henri Letocart à qui elle demande une révision de ses pièces pour orgue.

### Musique pour piano
La production musicale de Mel Bonis donne, comme celle de Frédéric Chopin et Gabriel Fauré, une place centrale au piano. 
L’œuvre pour piano de Mel Bonis est abondante, diverse par le caractère et par le niveau de difficulté. Elle se compose de nombreuses pièces et recueils pour piano seul, de plusieurs suites et morceaux à quatre mains, de deux œuvres pour deux pianos et de cinq recueils de pièces pédagogiques comme l'Album pour les tout-petits.
L’œuvre pour piano seul comporte 67 pièces éditées, et trois inédits. Elle est composée tout au long de la vie de la compositrice et évolue avec les années, les compositions d’avant le XXe siècle étant plus empreintes de romantisme, celles d’après, plus impressionnistes, l’ensemble étant ponctué de pièces légères. Comme le reste de l’œuvre, le corpus de piano de Mel Bonis est bien ancré dans son temps. De style postromantique, on y découvre ce qui définit les compositions de cette époque : le romantisme, le caractère descriptif, l'impressionnisme, le « style ancien » dans certaines danses, l'orientalisme notamment dans les Femmes de légende, et le style salon pour les pièces légères – certaines pièces pouvant se situer aux confins de l’un ou de l’autre. Comme pour l’ensemble de l’œuvre, le piano de Mel Bonis se caractérise par sa richesse harmonique.
« Chez elle, écrit Eberhard Mayer, les gemmes impressionnistes sont insérées d’une manière souveraine, mais toujours avec une volonté créatrice conforme au modèle classique. »
A l’origine, les œuvres pour piano sont publiées chez Leduc, puis chez Demets dont le fonds sera repris par Eschig, et, pour les plus tardives, chez Senart. Ce sont essentiellement des publications de pièces séparées, mais aussi des ensembles de pièces formant une collection (comme Bourrée, Pavane et Sarabande, comme les pièces de la Suite en forme de valses, comme les 3 puis cinq pièces de chez Leduc aux prénoms féminins qui formeront la base de ce qui sera appelé ensuite les Femmes de légende), et enfin trois recueils - 5 pièces musicales chez Durdilly, 1889, Cinq pièces chez Leduc en 1897, et Cinq petites pièces pour le piano (à Madeleine Quinet) chez Senart en 1929. Après les années de purgatoire de l’œuvre de Mel Bonis, entre 1937 (mort de la compositrice) et 1997 (commencement de la redécouverte en France), au cours desquelles ces éditeurs sortirent les œuvres de Mel Bonis de leurs catalogues, les éditions Furore, à Kassel en Allemagne entreprirent de publier l’intégrale de ses œuvres pour piano (à l‘exception des pièces pédagogiques). Entreprise en 2004, terminée en 2018, cette collection, Mel Bonis, œuvre pour piano comporte 11 volumes, dont 8 pour le piano solo.
Pour le piano seul, Furore a fait un classement en trois catégories. La plus représentée, les Pièces pittoresques et poétiques – 30 pièces en 3 volumes – est ainsi décrite dans la préface par Eberhard Mayer : « Ce sont de ravissants tableaux à l’ambiance romantique, impressionniste que lui inspirent les phénomènes de la nature et la poésie. On y trouve des structures d’une étonnante expressivité… ». Les Danses – 17 pièces en 3 volumes – sont des pièces légères conformes au goût de l’époque et auxquelles Mel Bonis apporte un charme unique (Mazurka, habanera, Bolero etc. Au total, on compte 12 valses). Les Pièces de concert, au nombre de 8, sont essentiellement romantiques, plus longues, d’un haut niveau d’exigence, souvent virtuoses comme la Barcarolle opus 71, la Ballade et l'Etude en sol b. Le volume des 7 « Femmes de légende » œuvres à la fois descriptives, impressionnistes, orientalisantes et virtuoses forme un ensemble indépendant dans sa thématique avec ses portraits de femmes mythiques comme Ophélie et Mélisande.
Elle-même pianiste, Mel Bonis interprète souvent ses propres œuvres, notamment en concert. 
On retrouve cependant dans son œuvre une grande part de citations ou de réminiscences d'autres œuvres, qu'elles soient de Mel Bonis ou d'une autre personne. On retrouve cela dans plusieurs de ses œuvres comme Il pleut ou sa Berceuse, qui reprennent respectivement les mélodies Il pleut, il pleut, bergère et Dodo, l'enfant do. Elle fait preuve aussi de citations plus « sérieuses », comme dans la Cathédrale blessée où la compositrice cite le Dies irae, mais aussi une citation du Gibet de Gaspard de la nuit de Maurice Ravel.
Selon Jardin, au sein des œuvres pour piano de Mel Bonis, le genre le plus représenté est la valse. Les valses de la compositrice sont d'une écriture qui conserve élégance et distinction tout en étant accessibles au grand public. Bonis remporte même le prix de la revue Piano-Soleil en 1891 pour sa valse des Gitanos. Le corpus des œuvres pour piano de la compositrice comprend également tout un pan d'œuvres qui s'inscrivent dans la tradition des genres pour piano hérités des compositeurs romantiques. Cela comprend l'Impromptu, la Berceuse, la Ballade, la romance sans parole, la Barcarolle, etc. Une troisième partie de ce corpus comprend des pastiches de musique du xviiie siècle. Une quatrième et dernière partie comprend des œuvres aux exigences techniques manifestes, parmi lesquelles des pièces comme les Femmes de légendes (Ophélie, Viviane, Phœbe, Salomé, Omphale, Mélisande et Desdemona).

### Musique de chambre

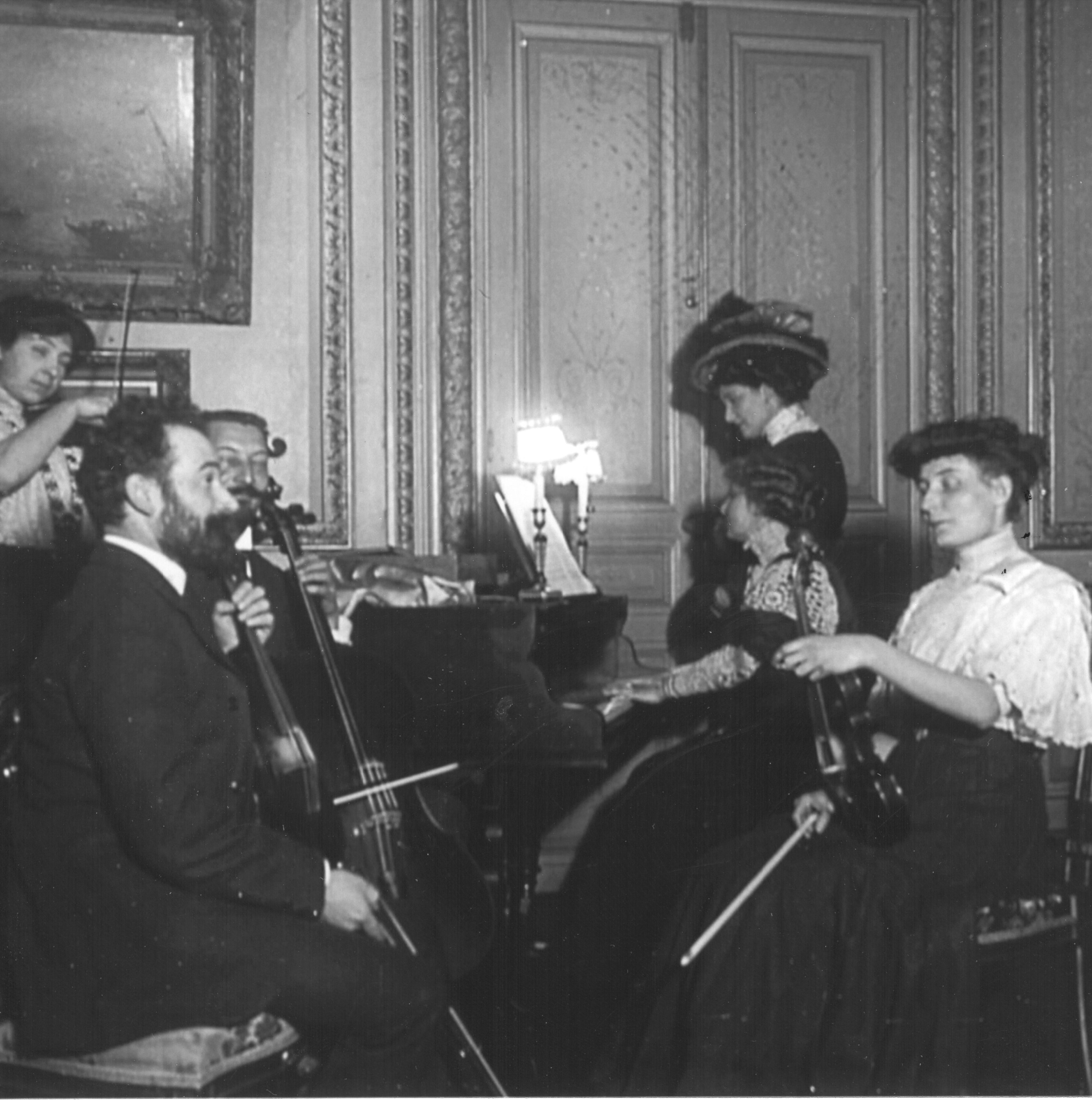
Mel Bonis en concert, chez elle, vers 1910.

Selon Florence Launay, « Mel Bonis fut la plus prolifique des compositrices françaises de musique de chambre du début du XXe siècle avec une trentaine de pièces dont la composition s'étale de 1892 à 1936. Elle donne au travers de ses œuvres maintes preuves de son inspiration et de son savoir-faire. Au-delà de sa technicité indéniable, sa musique frappe surtout par une qualité de nostalgie, une sensualité, une profonde mélancolie, reflets certains de sa propre relation quasi mystique à la musique. ». 
La musique de chambre de Mel Bonis est une part importante de l'œuvre de la compositrice, et elle se divise en deux catégories : les pièces de caractères d'une part, et d'autre part les œuvres de tradition classique. Les pièces de caractères se présentent comme des œuvres individuelles ou en groupe et sont le pendant des miniatures pour piano. Elles reprennent l'idée de titres suggestifs comme dans les Scènes de la forêt. Les œuvres de tradition classique privilégient des conventions formelles spécifiques et certaines formations comme la sonate pour instrument soliste avec piano. Ces œuvres sont écrites pendant deux périodes distinctes : de 1904 à 1907 et de 1923 à 1927.
Les premières pièces de caractères de Bonis ont une esthétique fin de siècle, proche de celle des compositeurs en vogue à la fin du XIXe siècle comme Charles Gounod, Jules Massenet, Léo Delibes ou Camille Saint-Saëns. Cette esthétique se déploie ensuite vers un rapprochement des compositeurs d'avant-garde comme Gabriel Fauré et Claude Debussy. C'est sous cette esthétique que se rangent les œuvres de tradition classique. Selon François de Médicis, la Suite orientale, pour piano, violon et violoncelle, est un exemple du premier style de Mel Bonis.
Les œuvres de tradition classique ont généralement une structure en trois ou quatre mouvements. L'on y distingue deux quatuors avec piano, le quatuor en sib et le quatuor en ré, trois sonates - pour flûte, pour violoncelle et pour violon, et une Fantaisie en septuor. Sauf pour la Sonate pour violoncelle et piano qui est en trois mouvements, toutes les autres œuvres sont en quatre mouvements avec en deuxième place les traditionnels menuets ou scherzo. De plus, les premiers ou derniers mouvements sont souvent introduits par une introduction lente ou dans le tempo principal.

### Musique orchestrale

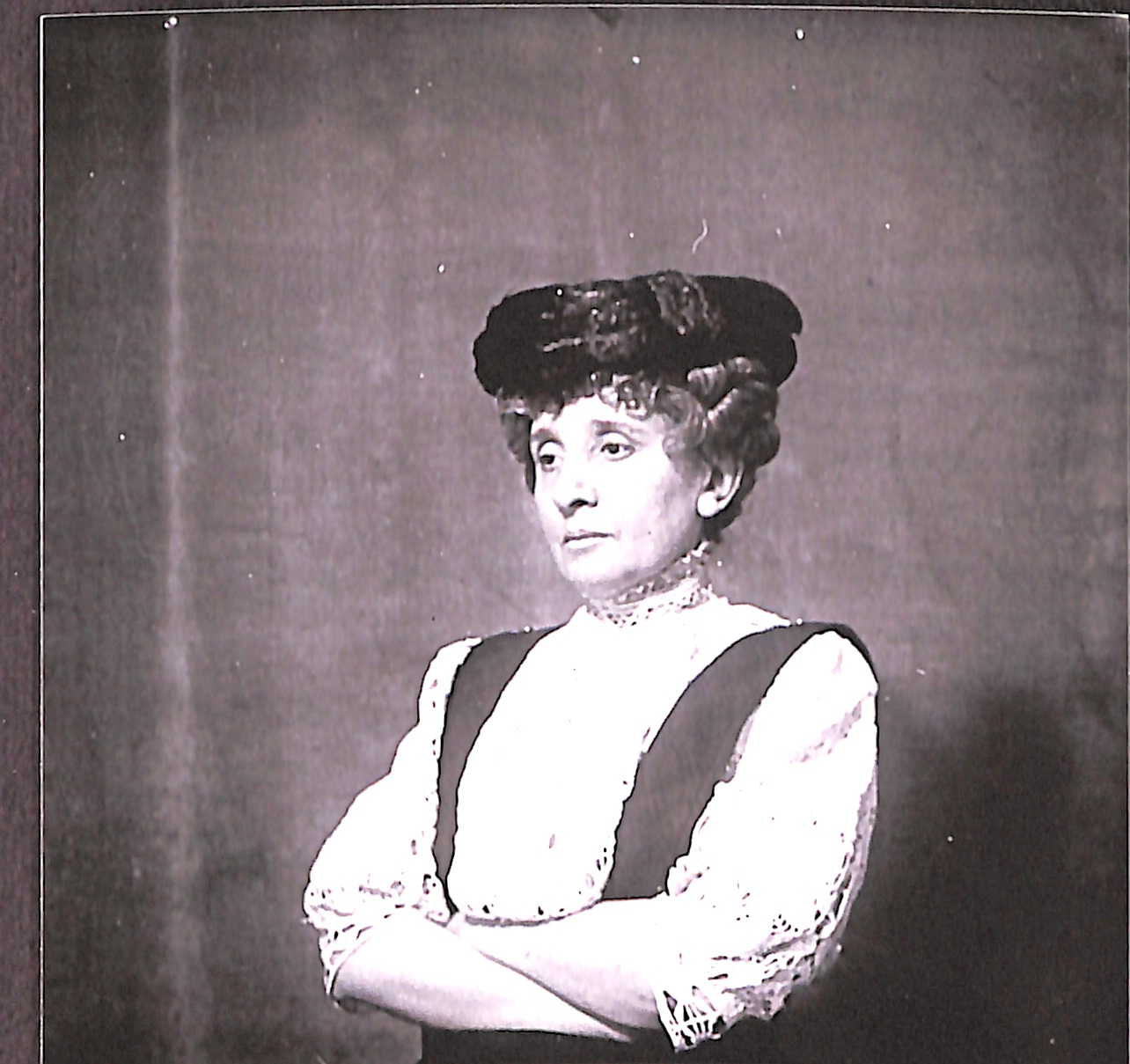
Mel Bonis vers 1907.

L'œuvre orchestrale de Mel Bonis est relativement restreinte et ces dernières existent souvent d'abord dans une autre version, pour piano ou pour musique de chambre. C'est probablement parce qu'elle a été peu programmée au concert que la compositrice a choisi de proposer différents formats de ses œuvres pour pouvoir être jouée dans les salons. Les œuvres orchestrales qui nous sont parvenues sont d'une esthétique post-romantique et présentent une richesse harmonique et une recherche rythmique qui évoquent tour à tour le milieu mondain ou un orientalisme idéalisé.
C'est à partir de 1901 qu'elle commence à travailler la matière symphonique puisque son professeur Louis-Albert Bourgault-Ducoudray la recommande notamment aux concerts symphoniques hebdomadaires qui se donnent le jeudi à l'Olympia sous la direction de M. Planel. De même, Gabriel Parès, dans une lettre datant du 11 juin 1914, lui demande une œuvre pour orchestre seul ou pour orchestre avec chœur. Elle écrit ainsi plusieurs œuvres orchestrales que Xavier-Romaric Saumon analyse : la Suite en forme de valse, la Suite orientale, le triptyque formé de la Pavane, de la Sarabande et de la Bourrée, de la Fantaisie pour piano et orchestre et enfin des Femmes de légendes que sont Salomé, Ophélie et Le Songe de Cléopâtre. S'ajoutent à cela trois mélodies pour voix et orchestre.
Pourtant, Mel Bonis n'étudiera la composition orchestrale qu'à l'âge de cinquante ans, avec Charles Koechlin. Elle le rencontre probablement au sein de la Société des compositeurs de musique. La compositrice commence donc ses cours avec lui au début de l'année 1908 et ils durent jusqu'en 1909. De ces cours, il reste un cahier de prise de notes qu'elle conservera en mémento.

## Redécouverte

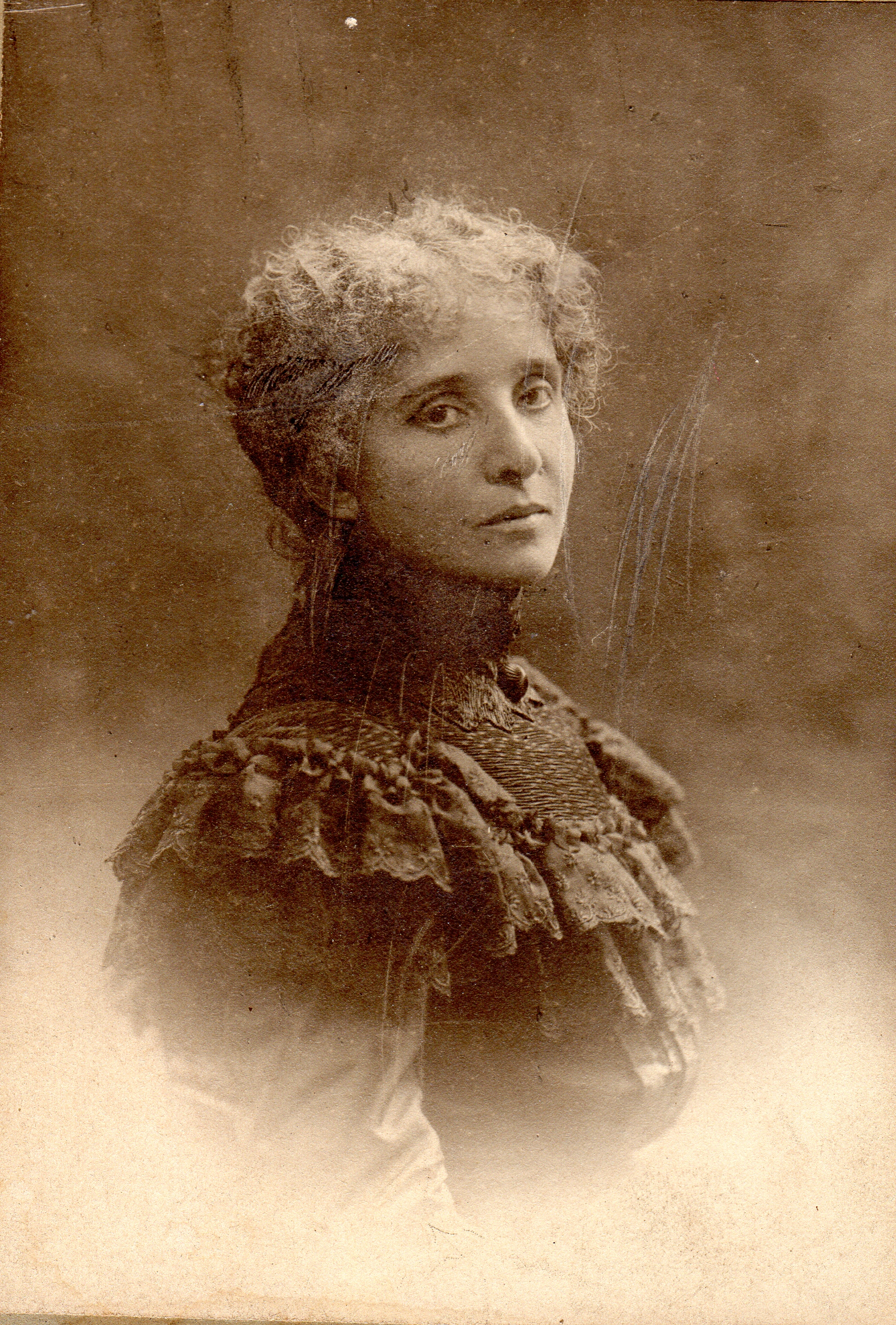
Mel Bonis vers 1900.

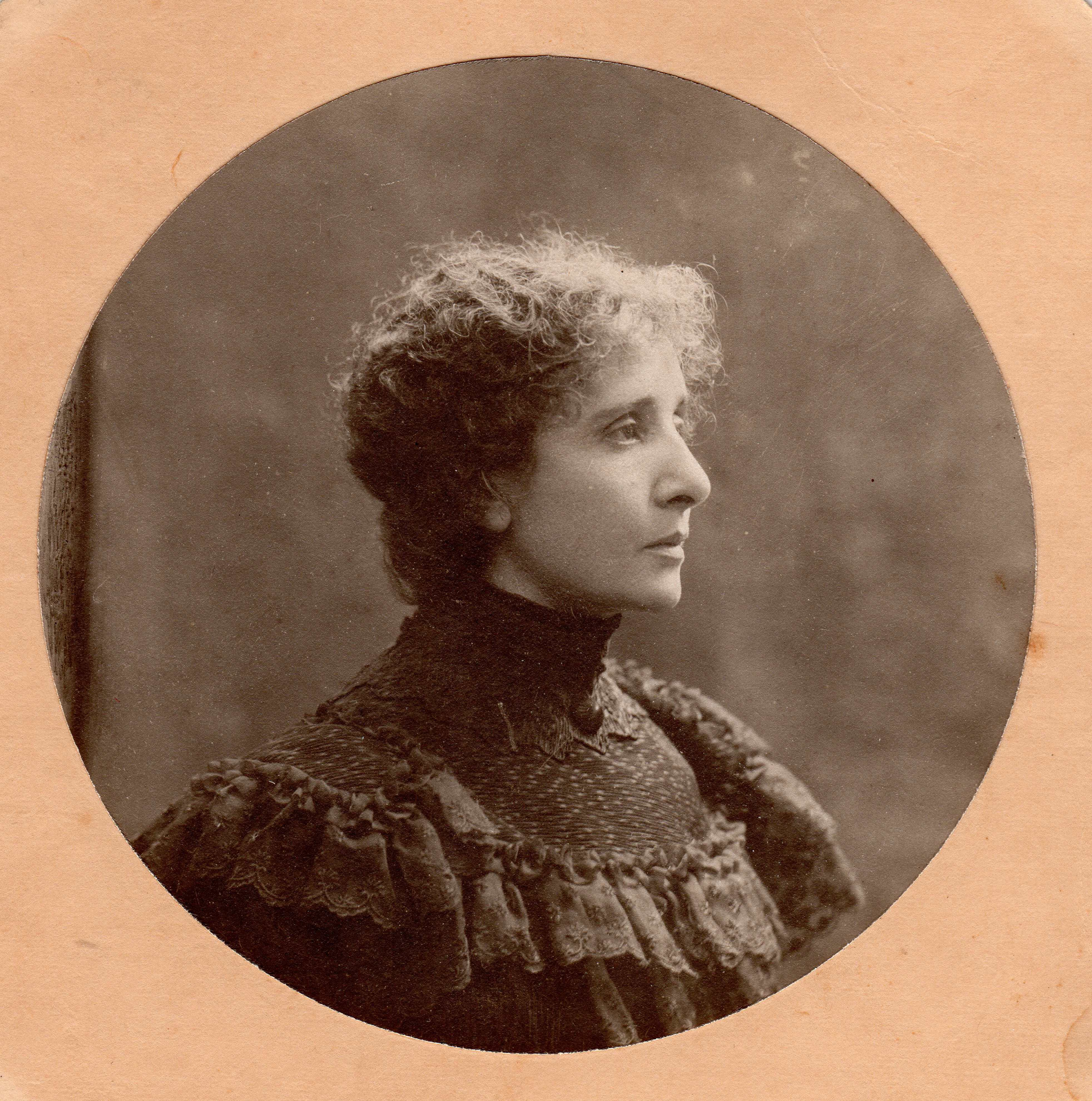
Mel Bonis en 1901.

La redécouverte de la compositrice a débuté avec Eberhard Mayer, à la suite de la lecture du Guide à l'usage des amateurs de quatuors pour piano, par l'historien allemand Wilhelm Altmann,. Avec sa compagne Ingrid Mayer, ils cherchent des partitions dans les grandes bibliothèques européennes à Berlin, Munich, Vienne et Londres, avant de poursuivre à la Bibliothèque nationale de France en 1986. C'est alors qu'ils découvrent les partitions du Quatuor avec piano no 1, de la Sonate pour flûte et de la Sonate pour violoncelle.
À partir de 1994, Eberhard Mayer intègre les deux sonates dans les programmes des concerts de l'ensemble Mel Bonis, composé à partir de 1998 de Friedwart Goebels (pianiste), Kerstin von Bargen (violoniste), Stephan Seeliger (altiste), Ruth Kronen (flûtiste) et Gregor Huber (violoniste). Cette même année, ils ont redécouvert le diptyque Soir ! Matin !. À partir de la fin de l'année suivante, l'ensemble intègre autant que faire se peut le Quatuor avec piano no 1 qui, de l'avis de tous les membres, est un chef-d'œuvre de la compositrice.
C'est à partir de 1996 que commence ce qu'Ingrid Mayer appelle la « période correspondance », où le couple entre en contact avec des institutions diverses, afin d'en apprendre plus sur la compositrice. Ils contactent notamment la BnF pour savoir s'il existait d'éventuelles archives de la compositrice, ce à quoi la réponse est négative. La Cité de la musique - Philharmonie de Paris ne leur répondra même pas, de même que la Bibliothèque musicale Gustav Mahler.
Sur les conseils d'une collègue, Ingrid Mayer recontacte la Société des auteurs, compositeurs et éditeurs de musique en contactant le Service des Affaires sociales. C'est par leur intermédiaire qu'elle prend alors contact avec Yvette Domange, petite-fille et ayant droit des œuvres de Mel Bonis. La rencontre donne ainsi lieu à un concert le 31 mai 1997, organisé par la descendante de la compositrice et l'ensemble, devant la famille et de nombreux invités. Le concert fut notamment enregistré. C'est à ce moment-là que l'ensemble Mel Bonis fait la rencontre de Christine Géliot, arrière-petite-fille de Mel Bonis et  ancienne enseignante de piano au conservatoire d’Asnières, qui leur fait rencontrer son cousin Étienne Brochot, qui héberge dans son château de Ravel des concerts du festival des Concerts de Vollore, dont le directeur artistique est le pianiste Laurent Martin. C'est grâce à lui et Christine Géliot que se fait notamment le déchiffrage des œuvres de Mel Bonis, pendant qu'en même temps, Ingrid Mayer commence un catalogue. Ingrid Mayer fait ainsi état d'une soixantaine d'ouvrages pour le piano, une trentaine d'œuvres pour orgue et quantité d'œuvres vocales. Selon Christine Géliot, le cœur de métier de la compositrice reste la musique de chambre.
C'est à ce moment-là que l'arrière-petite-fille de Mel Bonis se penche sur la vie de la musicienne, bien qu'elle connût depuis longtemps l'existence d'un secret de famille. Elle découvre alors que Mel Bonis a eu une fille cachée tout en s'occupant d'apporter des documents nouveaux au couple Mayer. L'un des premiers moments forts de la redécouverte de l'œuvre de la compositrice a été le concert organisé par le couple Mayer, pour Yvette Domange, Christine Géliot et la Société franco-allemande au château de Morsbroich, à Leverkusen, le 7 juin 1998,. C'est lors de ce concert que les différents acteurs et actrices de cette redécouverte rencontrent la musicologue Florence Launay.
Dès lors, beaucoup de concerts donnés par l'ensemble Mel Bonis seront des « concerts-portrait », alternant musiques et commentaires sur sa vie et son œuvre. C'est à partir de 1998 qu'Eberhard Mayer publie une première présentation de la vie de la compositrice : Mel Bonis: (Melanie Domange, geb. Bonis 1858 - 1937): eine bemerkenswerte und doch vergessene Musikerin und Komponistin aus Frankreich. Dans le même temps, Christine Géliot publie une biographie romancée de son ancêtre, la première édition datant de 1998 et publiée en 2000 et la seconde parue en 2009, avant d'être traduite en allemand en 2015 et publiée aux éditions Furore.
La redécouverte de la compositrice passe autant par ses œuvres musicales que par ses textes, recueillis dans un petit fascicule publié en 1974 et portant le nom de Souvenirs et Réflexions    (Wikisource), qui a permis de comprendre que la rigidité de ses idées morales et sa conception de l'essence de la musique venaient avant tout de son éducation religieuse.

## Postérité

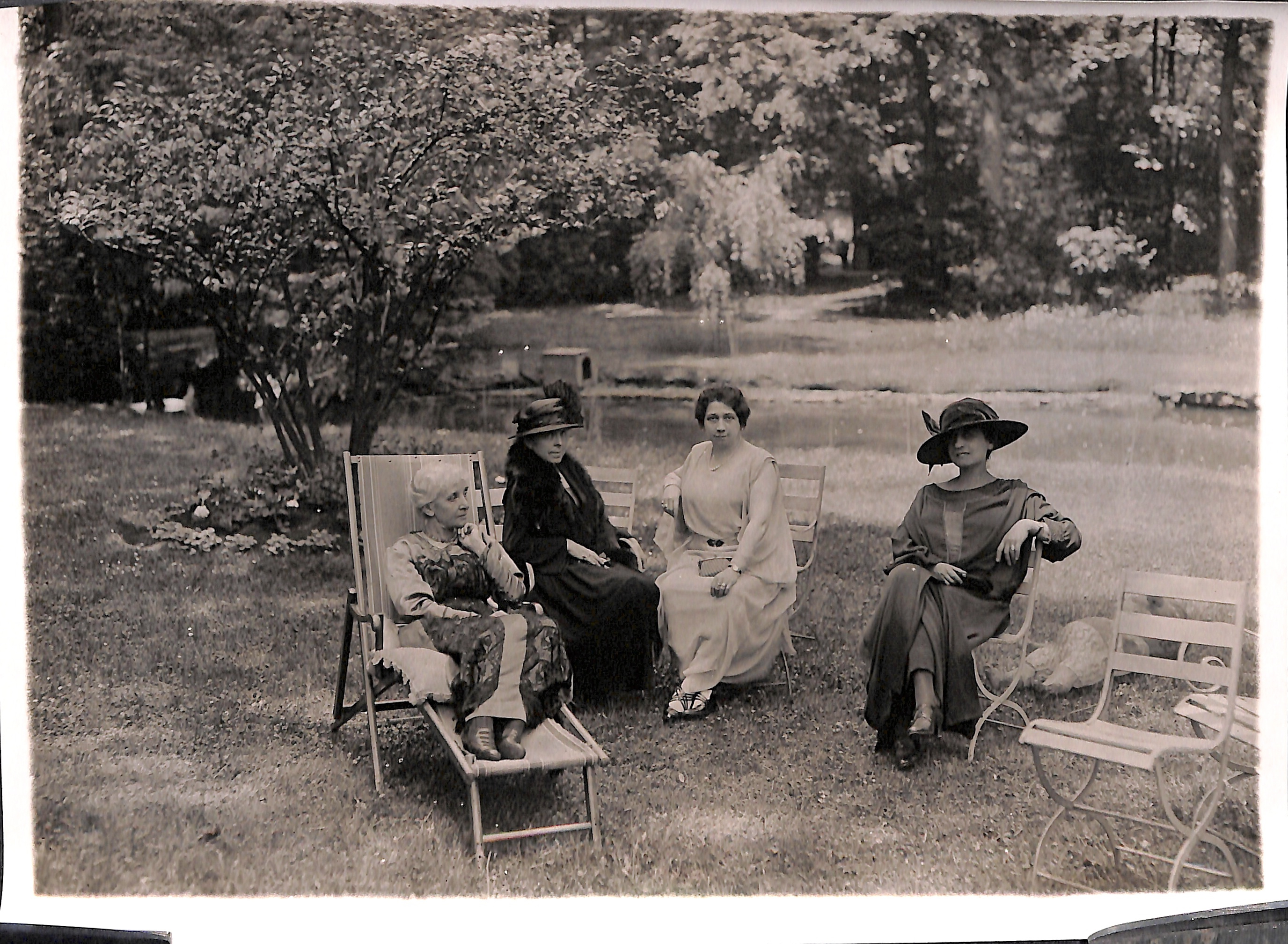
Mel Bonis vers 1920.

- L'Association Mel Bonis, créée en 2000, porte le nom de la compositrice et tâche de faire redécouvrir son travail[107].
- L'Ensemble Mel Bonis interprète les œuvres de la compositrice[108].
- En décembre 2020, l'association Elles Creative Women choisit un extrait de « Desdémone » tiré des Femmes de Légende de Mel Bonis, interprété par la pianiste Célia Oneto Bensaid, comme générique de début et de fin de ses vidéos d'un calendrier de l'Avent de compositrices, La boîte à pépites[109].

### Hommage de la ville de Sarcelles
Pierre Deville, directeur du conservatoire et chef de l’orchestre symphonique de la ville, est désireux de faire connaître Mel Bonis : « C'est une compositrice de talent qui a vécu à Sarcelles, c'est un pan de l'histoire de la ville et de la femme. Le fait qu'elle soit méconnue donne un intérêt à jouer ses œuvres ».
- L’Espace musique de la bibliothèque intercommunale Anna Langfus de Sarcelles porte le nom de Mel Bonis depuis le 30 juin 2008[93].
- Le théâtre de verdure, appelé Mel Bonis, dévoile son buste en bronze en 2011[93].

### Autres
- Une rue Mélanie Bonis est créée en 2013 à Montluçon[110] et une rue Mel Bonis en 2018 à Servon-sur-Vilaine[111].
- Les conservatoires de Meknès, d'Aix-en-Provence, de Montigny-le-Bretonneux, de Palaiseau et de Montigny lès Cormeilles possèdent une salle portant le nom de Mel Bonis.
- En 2016, à Villecresnes, le groupe scolaire prend le nom de la compositrice et est inauguré en présence d’Huguette Domange, sa petite-fille, et de la fille d’Huguette, Christine Géliot[93].

## Discographie

### Orgue
- 2002. Orgues et organistes du XXe siècle (1900–1950) : Petite improvisation - Pierre Cochereau, orgue (« Les Introuvables » 5CD EMI 5748662) (OCLC 51239114)
- 2016. Flöte und Orgel. Œuvres de Lachner, Schreiber, Bozza, Böhm et Mel Bonis (transcription pour flûte et orgue de Trois pièces pour flûte et piano ; Scherzo, Pièce et Air vaudois) (Querstane)
- 2017. L'œuvre pour orgue, premier enregistrement intégral - Georges Lartigau, orgue (2 CD Ligia)

### Piano
- 1998. Mel Bonis, pièces pour piano: 15 , par pour piano, Luba Timofeyeva, piano. (Voice of lyrics, 1998. VOL C 341)
- 2007. L’ANGE GARDIEN, Laurent Martin, piano. 22 pièces pour piano. (Ligia Digital, 2007, France, LIDI 0103181-07)
- 2010. Femmes de légende, Maria Stembolskaia, piano (Ligia digital)
- 2010. La Cathédrale blessée, 19 pièces pour piano de Mel Bonis, par Veerle Peeters, piano (CD Etcetera Records, KTC 1422, distribution Codaex, 2010)
- 2012. Le Songe de Cléopâtre, Laurent Martin et Claudine Simon. L'œuvre pour piano à quatre mains de Mel Bonis (Ligia Digital, avec le soutien du Palezzetto Bru Zane, distribution Harmonia Mundi, 2012)
- 2017. Le Diamant noir, danses pour piano de Mel Bonis, par Laurent Martin (Ligia digital)
- 2021 Les femmes dansent, Axia Marinescu, piano. œuvres de Marie Jaël, Pauline Viardot, Elisabeth Jacquet de la Guerre, Germaine Tailleferre, Cécile Chaminade , Louise Farrenc et Mel Bonis ((Klarthe 2021)
- 2021. Tony Hymas, De Delphes (nato 5782) "Éclogue" de Mel Bonis (autres compositions : Marie Jaëll, Cécile Chaminade, Leoš Janáček, Claude Debussy, Jacky Molard...)
- 2022.Mel Bonis, mémoires d'une femme, 18 pièces, par Myriam Barbeaux Cohen (Ars production)
- 2022. Compositrices au piano. Laurent Martin, piano. œuvres de Hélène de Montgeroult, Cécile Chaminade, Mel Bonis, Armande de Polignac, Blanche Selva et Germaine Tailleferre ( Ligia digital)

### Musique de chambre
- 1999. Sonate pour flûte française : Caplet, Bonis (Troisième sonate), Gaubert, Ravel - Felix Renggli, flûte ; Jan Schultsz, piano (Discover international) (OCLC 610644551)
- 1999. Trois sonates de Mel Bonis, par Clara Novakova, flûte ; Kai Gleusteen, violon ; Jean-Marie Trotereau, violoncelle ; Laurent Martin, piano (1999, Voice of Lyrics c342) (OCLC 224902426)
- 1999. Mel Bonis, Französische Kammermusik (op. 59, 64, 69, 72, 111 et 127) - Production de l'ensemble Mel Bonis à Cologne (2CD Ensemble Mel Bonis) (OCLC 985590116)
- 2001. Mel Bonis Quatuors, par Gordan Nikolitch, violon ; Jean-Philippe Vasseur, alto ; Jean-Marie Trotereau, violoncelle ; Laurent Martin, piano (Voice of Lyrics C344) (OCLC 717733329)
- 2005. Musique française au féminin (Suite dans le style ancien pour clarinette) avec des œuvres de Claude Arrieu, Florentine Mulsant, Suzanne Giraud, Elsa Barraine - Ensemble Latitudes (Triton TRI331136) (OCLC 492430169)
- 2006. Quatuors avec piano de Mel Bonis - Mozart Piano Quartett (MDG Production) (OCLC 316213015 et 748192771)
- 2006. La joueuse de flûte, Tatjana Ruhland, flûte ; Florian Wiek, piano et les musiciens de l'orchestre de Stuttgart (Hänssler 93-204) (OCLC 232133659)
- 2007. Hommage à Debussy : Scènes de la forêt de Mel Bonis et Henri Lazarof, Oeden Partos et Claude Debussy - Mihi Kim, flûte ; Pierre-Henry Xuereb, alto ; Rachel Talitman, harpe (Harp & Co. 5050-10) (OCLC 919494856)
- 2008. Une flûte soupire Mel Bonis et Cécile Chaminade, œuvres pour flûte et piano - Anne-Laure Pantillon, flûte ; Christophe Sturzenegger, cor ; Marc Pantillon, piano (Pantillon records) (OCLC 883325934)
- 2013. Soir et matin, Intégrale flûte et piano et deux trios pour cordes et piano arrangés pour flûte, violoncelle et piano : Air vaudois ; Une flûte soupire ; Andante et Allegro ; Suite orientale ; Pièce ; Sonate en do-dièse mineur ; Scherzo ; Soir et Matin - Fabienne Sulser, flûte ; Matthias Walpen, violoncelle ; Anne-Marie Aellen, piano (Gallo CD 1417) (OCLC 958363304)
- 2013. Deux quatuors avec piano : Premier quatuor de Gabriel Fauré, Premier quatuor de Mel Bonis - Quatuor Giardini : Pascal Monlong, violon ; Caroline Donin, alto ; Pauline Buet, violoncelle ; David Violi, piano (Evidence Classics) (OCLC 900449152)
- 2013. Dedication. Œuvres françaises pour flûte et piano (Bonis : Pièce, op. 189 ; Scherzo Final, op. 187, posthume) - Francesca Arnone, flûte ; Terry Lynn Hudson, piano (MSR Classics) (OCLC 897429047)
- 2014. Musique de chambre avec flûte : Œuvres de Mel Bonis avec flûte en duos et trios - Jean-Michel Varache, flûte ; Jérôme Grangeon, piano ; Anne Copery, violoncelle ; Saskia Lethiec, violon (Urtext) (OCLC 959969851)
- 2014. Ballabile : Récital de musique française pour violoncelle et piano. Poulenc, Duparc, Debussy, Bonis : Sonate, op. 67. Méditation, op. 33. Sérénade, op. 46 - Camille Seghers, violoncelle ; Olivier Laville, piano (Le Chant de Linos) (OCLC 954462796)
- 2015. Liberté, égalité, sororité : Musique de chambre de compositrices françaises (Les Scènes de la forêt pour flûte, cor et piano) - Diane Ambache, piano et ses amis (Ambache) (OCLC 956536377)
- 2016. Boulanger Trio Solitaires, Musiques rares pour trio avec piano par le trio Solitaires (œuvres de Grieg, Bloch, Suk, Henze et Mel Bonis : Soir et Matin) - Karla Haltenwanger, piano ; Birgit Erz, violon ; Ilona Kindt, violoncelle (Avi Records) (OCLC 987039699)
- 2017. Mel Bonis, l'œuvre pour violon et piano - Francine Trachier, violon ; Françoise Tillard, piano (Le Chant de Linos)
- 2017 Trio Mélusine. Transcriptions par Gérard Chenuet pour  trios flûte, alto et harpe. œuvres de Franck Bridge, Alexander Zemlinsky, Mel Bonis, Manuel de Falla et Ernesto Nazareth, par le trio Melusine (production trio Mélusine)
- 2020. Compositrices à l'aube du XXe siècle : Sonate pour flûte et piano en do dièse mineur (op. 64 ; Pièce pour flûte et piano (op. 189) ; Scherzo (op. 187) posthume (et œuvres de Clémence de Grandval, Cécile Chaminade, Lili Boulanger et Augusta Holmes), Juliette Hurel (flûte) ; Hélène Couvert (piano) (Alpha classics)
- 2020. Day & Night : Modern Flute & Piano Duos by Women Composers : Sonate pour flûte et piano (plus œuvres de Lili Boulanger, Germaine Tailleferre, Lita Grier, Nancy Galbraith), Erin K. Murphy (flûte) et Kirstin Ihde (piano), (Albany)
- 2021. First ladies, 3 romantic violin sonatas, Elfrieda Andrée, Mel Bonis, Ethel Smyth, par Annette Barbara Vogel, violin, Durval Cesetti, piano (Toccata next)
- Hommage à Mel Bonis, flûte et piano, par Sabine Seyfert, flûte et Yumiko Watanabe, piano (Kojima recording ALCD9047)
- Kammer Musik der Belle Époque (Relief 8 cr 98 1042)

### Avec voix
- 1998. Florilège de musique française : chant et harpe - Colette Comoy-Alexandre, soprano ; Michaël Mulvey, baryton ; Huguette Geliot, harpe (Quantum DQM 6989) (OCLC 658345463)
- 1999. Mel Bonis, Fauré, Franck, musique spirituelle, sous la direction de Jean-Philippe Sarcos (production : B. de Montalembert)
- 2000. Mel Bonis, Œuvres vocales religieuses - Schola Saint-Sauveur de la Cathédrale d'Aix-en-Provence, dir. Jean-François Sénart (Voice of Lyrics C345) (OCLC 659116695)
- 2003. Romance : Invocation. Chanson d'amour. Songe. Une flûte soupire (Gutingi GUT 236) (OCLC 725337977)
- 2005. Mel Bonis, l'Œuvre vocale - Brigitte Balleys, mezzo-soprano ; Valérie Gabail, soprano ; Éric Cerentola, piano (Doron Musique DRC 502) (OCLC 758864023)
- 2007. Un flot d'astres frissonne : musique française pour voix de femmes, Regina Coeli - Calliope, chœur de femmes, dir. Régine Theodoresco (Calliope CAL 9374) (OCLC 833415039)
- 2015. Mel Bonis, Trio Alouette Récital Mel Bonis : Gai printemps, piano, Élève-toi, mon âme, arrangement pour voix, flûte et piano, Trois mélodies pour mezzo-soprano, Sonate pour flûte et piano, Noël de la Vierge Marie, chant, Près du ruisseau, piano, Reproches tendre, Pourriez-vous pas me dire et Chanson d'amour, chant, Andante et Allegro, flûte et piano - Trio Alouette : Maria voor ‘t Hekke, mezzo-soprano ; Hélène - Hilde Michielsen, flûte ; Sylvia Wessels, piano (Etcetera Record)
- 2015. Mel Bonis, ses mélodies : 23 mélodies de Mel Bonis en solo et duos - Éliane Geiser, mezzo-soprano et Flurin Tschurr, basse ; Anne-Marie Aellen, piano. (Gallo)

#### Bases de données et notices
- Site officiel
- Ressources relatives à la musique :   - International Music Score Library Project
  - AllMusic
  - Carnegie Hall
  - Discogs
  - Grove Music Online
  - MGG Online
  - MusicBrainz
  - Muziekweb
  - Présence Compositrices
  - Répertoire international des sources musicales
- Ressources relatives au spectacle :   - Les Archives du spectacle
  - TheatreOnline
- Ressource relative à plusieurs domaines :   - Radio France
- Ressource relative à la recherche :   - Isidore
- Notices dans des dictionnaires ou encyclopédies généralistes :   - Brockhaus
  - Dictionnaire universel des créatrices
  - Enciclopedia delle donne
- Notices d'autorité :   - VIAF
  - ISNI
  - BnF (données)
  - IdRef
  - LCCN
  - GND
  - Italie
  - Japon
  - CiNii
  - Belgique
  - Pays-Bas
  - Pologne
  - Israël
  - NUKAT
  - Suède
  - Australie
  - Norvège
  - Tchéquie